# Costilla cervical
Una costilla cervical (a veces denominada costilla del cuello o de Eva) es una costilla supernumeraria que nace en la séptima vértebra cervical, situándose por encima de la primera costilla esternal. Se trata de una anomalía congénita presente en el 1% de la población mundial (1 de cada 100 personas), siendo muy escasos los casos en los que el individuo presenta no una sino dos costillas cervicales. Es la malformación costal más frecuente en humanos y aparece con mayor frecuencia en las mujeres (2,5:1).

## Sintomatología
La mayor parte de los casos no presenta síntoma ninguno, y su diagnóstico se debe a un hallazgo casual. En un 10% de los casos se acompaña de síntomas, de los cuales los más frecuentes son dolor cervical y la presencia de una masa sin inflamación local.
Raramente, la presencia de una costilla cervical puede dar lugar al síndrome del opérculo torácico debido a la compresión del tronco inferior del plexo braquial o de la arteria subclavia, ya que tales estructuras quedan atrapadas entre la costilla cervical y el músculo escaleno anterior.
La compresión del plexo braquial puede ser identificada por debilidad de los músculos más externos de la mano situados en torno a la base del pulgar. La compresión de la arteria subclavia, en cambio, se diagnostica a menudo al encontrar un signo de Adson positivo, realizado a través de la maniobra homónima, consistente en la pérdida del pulso radial en el brazo durante adbucción y rotación externa del hombro mientras se lateriliza y se hiperextiende la cabeza con inspiración profunda.

## Tratamiento
El tratamiento en general es conservador: evitar los movimientos que produzcan dolor, hacer regularmente ejercicios físicos que fortalezcan la musculatura del hombro y vigilando la evolución en el tiempo. En pocos casos puede plantearse el tratamiento quirúrgico con la resección de la costilla cervical y las bandas fibrosas que le acompañan.

## En otros vertebrados
Muchos vertebrados, especialmente reptiles, poseen costillas cervicales como una estructura anatómica normal y no patológica. Algunos saurópodos poseían costillas cervicales excepcionalmente largas, como en el caso del Mamenchisaurus hochuanensis, cuyas costillas cervicales alcanzaban los cuatro metros de longitud.
Las aves tienen costillas cervicales de pequeño tamaño y completamente fusionadas con las vértebras.
En los mamíferos las partes ventrales de los procesos transversos de las vértebras cervicales son reminiscencias de las costillas cervicales fusionadas.